# Neo-psychedelia
Neo-psychedelia je hudba, která napodobuje nebo je velmi výrazně ovlivněna psychedelickou hudbou 60. let. Začala vznikat mezi britskými post-punkovými skupinami z konce 70. a počátku 80. let a byla spojena se skupinami ze scén Paisley Underground a Madchester, stejně jako s příležitostním zájmem mainstreamových interpretů a skupin v novém miléniu.

## Charakteristika
Neo-psychedelické akty si vypůjčili množství prvků psychedelické hudby 60. let. Některé napodobují psychedelický pop skupin jako The Beatles a Pink Floyd, ostatní si osvojili hlučné kytarové zvuky folkrockových skupin podobné kytarovému rocku skupiny Birds nebo zkreslený jamový a zvukový experimentalizmus acid rocku konce 60. let. Některá neo-psychedelia byla výlučně zaměřena na užívání drog a zážitky s ním spojené, zatímco ostatní skupiny to používali na spojení surreálních nebo politických textů.

## Historie

### 80. léta
Jako odlišný žánr se psychedelického rocku objevil ke konci 60. let, kdy se skupiny rozpadly nebo se posunuly do nových forem hudby, včetně heavy metalu a progresivního rocku. V 80. a 90. letech se občas objevily mainstreamové skupiny, které se pohybovaly v neo-psychedelii, včetně tvorby hudebníka Prince z poloviny 80. let a některé prvky Lennyho Kravitze z 90. let, ale ty byly ovlivněny hlavně indie a alternativně-rockovými skupinami.